# Jessica Kresa
Jessica Kresa (* 6. Juni 1978 in Nashville, Tennessee) ist eine US-amerikanische Wrestlerin, die zurzeit unter ihrem Ringnamen ODB regelmäßig bei Total Nonstop Action Wrestling auftritt.

## Wrestlingkarriere

### Anfänge
Ersten Kontakt mit dem Wrestlinggeschäft machte Kresa als Bewerberin in der ersten Staffel von WWE Tough Enough, schied aber in der Vorrunde aus. Daraufhin begann sie mit dem Training, war in der Independentszene zu sehen und trat dabei auch gegen Männer an. In den Jahren 2003 und 2004 trat sie kurzzeitig bei Total Nonstop Action Wrestling auf. Am 5. Juni 2006 debütierte Kresa in der damaligen Farmliga der WWE, Ohio Valley Wrestling. Dort ernannte sie sich am 12. Juli 2006 zur ersten Womens Championesse, jedoch wurde dies erst nach einiger Zeit anerkannt. Am 13. September 2006 verlor sie den Titel an Serena Deeb, holte sich diesen aber am 1. Juni 2007 von Katie Lea zurück.

### Total Nonstop Action Wrestling II
Nachdem sie den Titel im September 2007 erneut abgeben musste, kehrte sie bei Bound for Glory am 14. Oktober 2007 zu TNA als ODB zurück. Ihr gelang es aber nicht, in einer Battle Royal erste TNA Women’s Knockout Championesse zu werden. Im Laufe der Zeit fehdete sie vor allem gegen Awesome Kong. Anschließend folgte ein Fehdenprogramm mit Cody Deaner als ihr Begleiter gegen The Beautiful People. Dabei gewann Kresa zum ersten Mal die TNA Women’s Knockout Championship bei Hard Justice am 16. August 2009 in einem Tag Team Match mit Deaner gegen Velvet Sky sowie der bisherigen Titelträgerin Angelina Love. Da Deaner aber durch den erfolgreichen Pin den Titel für sich einforderte, wurde der Titel zunächst vakantiert. Bei No Surrender bezwang Kresa ihn, um zweites Mal die TNA Women’s Knockout Championship zu gewinnen. Am 20. Dezember 2009 verlor sie den Titel an Tara bei Final Resolution. Bei TNA iMPACT! am 4. Januar 2010 holte sie sich den Titel zurück, verlor ihn aber bei Genesis am 17. Januar 2010 wieder an Tara.
Nachdem sie am 14. Juni 2010 bekannt gab, dass sie TNA verlassen habe, kehrte sie im Februar 2011 einmalig zurück und ist seit dem 16. Mai 2011 wieder dauerhaft aktiv. Am 28. Februar 2012 bei den Tapings zu Impact Wrestling gewann sie mit Eric Young die TNA Knockout Tag Team Championship von Gail Kim und Madison Rayne. Den Titel gab das Team am 20. Juni 2013 freiwillig ab.
Bei einer Impact Wrestling-Aufzeichnung im September 2013 gewann Kresa nach einem Sieg über Mickie James zum vierten Mal die TNA Women’s Knockout Championship, verlor ihn aber bei Bound for Glory am 20. Oktober 2013 wieder an Gail Kim.

## Sonstiges
Im Jahre 2010 und 2011 spielte sie in den Filmen How to Score Your Life sowie Death from Aboth eine Rolle.

## Titel
- Ohio Valley Wrestling
  - 2× OVW Women’s Champion

- Total Nonstop Action Wrestling
  - 4× TNA Women’s Knockout Champion
  - 1× TNA Knockout Tag Team Championship mit Eric Young

- United States Wrestling Organization
  - 1× USWO Television Champion